# طارق العلی
طارق العلی (عربی: طارق أحمد العلي؛ زادهٔ ۶ فوریهٔ ۱۹۸۷) بازیکن فوتبال اهل لبنان است.
وی همچنین در تیم‌های ملی فوتبال زیر ۲۳ سال لبنان و لبنان بازی کرده‌است.